# Млавський повіт
Млавський повіт (пол. powiat mławski) — один з 37 земських повітів Мазовецького воєводства Польщі.
Утворений 1 січня 1999 року в результаті адміністративної реформи.

## Загальні дані
Повіт знаходиться у північній частині воєводства.
Адміністративний центр — місто Млава.
Станом на 1.01.2008 населення становить 72 936 осіб, площа 1181,84 км².

## Демографія
Демографічні дані повіту станом на 30.06.2005:
|       | Всього | Всього | Жінки  | Жінки | Чоловіки | Чоловіки |
| ----- | ------ | ------ | ------ | ----- | -------- | -------- |
|       | осіб   | %      | осіб   | %     | осіб     | %        |
| Повіт | 73 438 | 100    | 37 300 | 50,8  | 36 138   | 49,2     |
| Міста | 29 615 | 100    | 15 459 | 52,2  | 14 156   | 47,8     |
| Села  | 43 823 | 100    | 21 841 | 49,8  | 21 982   | 50,2     |